# Wolfgang Jähnichen

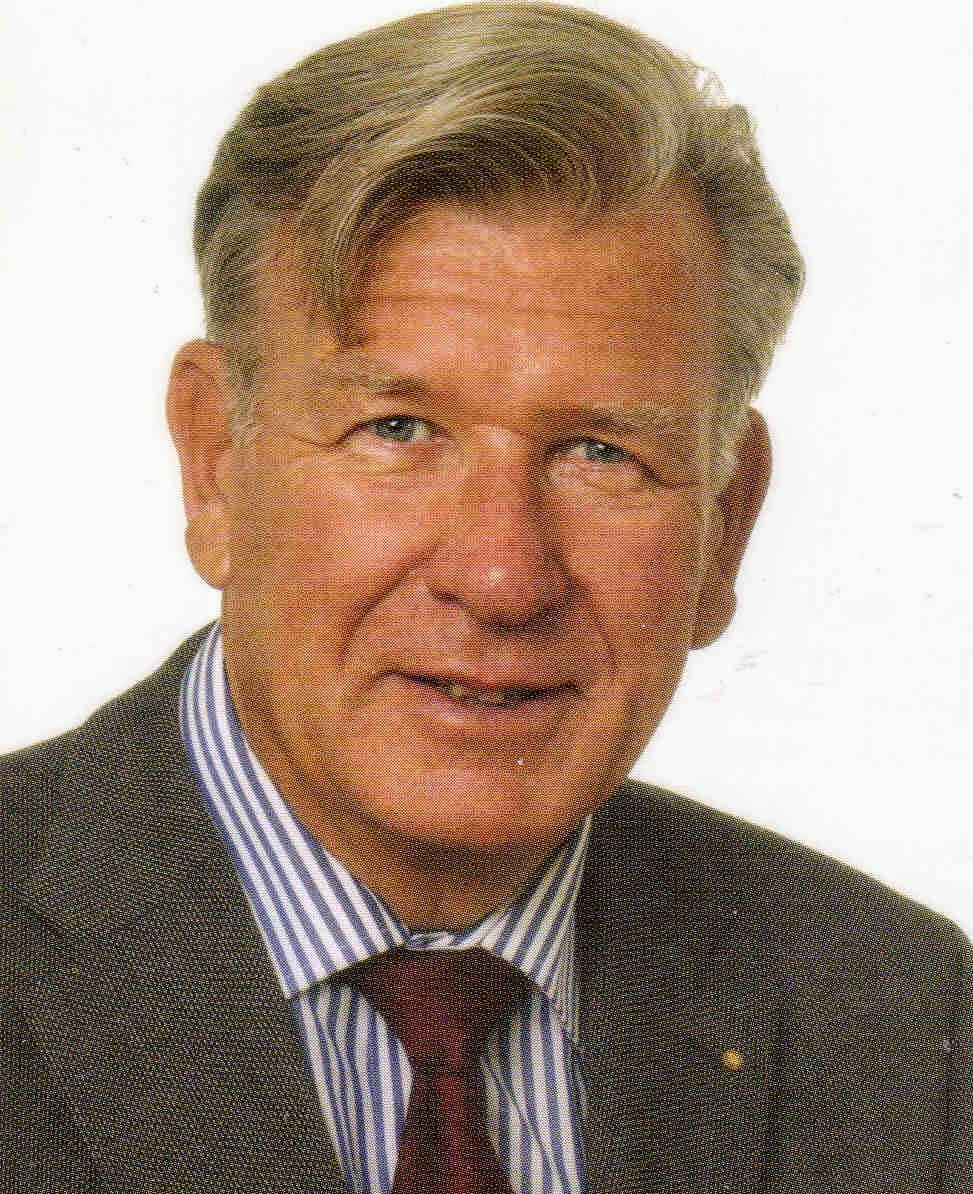
Wolfgang Jähnichen, 2017

Wolfgang Jähnichen (* 2. August 1939 in Dresden) ist ein deutscher Kommunalpolitiker.

## Leben
Wolfgang Jähnichen ist der Sohn des Rechtsanwaltes Hans-Georg Jähnichen und dessen Ehefrau Käthchen Jähnichen. Die Schulzeit schloss er 1957 mit dem Abitur, altsprachlicher Zweig, an der Internatsschule des Dresdner Kreuzchores ab und ging anschließend nach Hamburg, wo er auf Baustellen von Dyckerhoff & Widmann arbeitete und die bundesdeutsche Hochschulreife für SBZ-Abiturienten erwarb. Als Stipendiat der Bürgermeister-Max-Brauer-Stiftung für Begabtenförderung studierte er bis 1967 an der TU Hannover Bau- und Verkehrswesen.
Folgend war er persönlicher Referent des Vorstandsvorsitzenden der Hamburger Hochbahn und legte die Prüfung zum Betriebsleiter für Straßenbahn- und U-Bahn-Betriebe beim Oberprüfungsamt der Länder in Frankfurt am Main ab. Von 1973 bis 1978 war er Geschäftsführer einer Tochtergesellschaft der Rheinischen Bahngesellschaft, der die betriebstechnische Planung und ihrer Umsetzung beim Bau der U-Bahnen in Düsseldorf und Duisburg oblag.
1979 bis 1993 war er erst Leiter der Planungsabteilung, dann Abteilungsdirektor und Betriebsleiter Verkehr Oberfläche der Berliner Verkehrsbetriebe. Anschließend war er bis zu seiner Pensionierung Geschäftsführer der Leipziger Verkehrsbetriebe und in Personalunion Gründungsgeschäftsführer des Mitteldeutschen Verkehrsverbundes. Danach war er als Berater von Verkehrsbetrieben selbstständig tätig. Er hält als Zeitzeuge deutschlandweit Vorträge über ausgewählte Ereignisse deutscher Geschichte zwischen 1950 und 1990.

## Wirken
Jähnichen ist Mitglied des Stiftungsrates des Deutschen Technikmuseums Berlin sowie Vorsitzender der Freunde und Förderer dieses Museums und wurde 2014 vom Bundespräsidenten mit dem Bundesverdienstkreuz am Bande ausgezeichnet.
Er gehört dem Vorstand des Vereins Deutscher Ingenieure (VDI) Berlin-Brandenburg an und ist Lesepate an der Humboldthain-Grundschule in Berlin-Wedding, deren Schüler überwiegend einen Migrationshintergrund haben. Jähnichen gehörte dem Vorstand des Rotary-Clubs Berlin-Spree an und war dessen gewählter Präsident.
Jähnichen ist seit 1961 Mitglied der SPD und von ver.di. Er war Vorstandsmitglied der Bezirksverordnetenversammlung (BVV) Berlin-Schöneberg und bis 2018 Vorsitzender des drittgrößten Ortsvereins der SPD in Brandenburg. Er war Mitglied der Stadtverordnetenversammlung von Falkensee und deren Ausschusses für Stadtentwicklung, Umwelt und Wirtschaft sowie stellvertretender Fraktionsvorsitzender. Er hat 1986 den jetzigen Fachausschuss „Mobilität“ beim LV der SPD Berlin gegründet und ist Mitglied der Landes-Arbeitskreise Verkehr der SPD in Brandenburg und Sachsen. Nachdem er sich Mitte 2019 aus der aktiven Kommunalpolitik zurückgezogen hatte, wurde er von der Mitgliederversammlung der überparteilichen Europa-Union, Kreisverband Havelland, in deren Vorstand gewählt.

## Mitgliedschaften
- Europa-Union
- Fahrgastbeirat des Verkehrsverbundes Berlin-Brandenburg
- Deutscher Bahnkunden-Verband e. V.
- Arbeitsgemeinschaft Historische Nahverkehrsmittel Leipzig e. V.
- Verein zur Förderung der Städtepartnerschaft Leipzig–Travnik
- Arbeiter-Samariter-Bund
- Straßenkinder e. V. Leipzig
- Freundeskreis Oberbärenburg
- Sozialdemokratische Gesellschaft für Kommunalpolitik
- Bürgerverein Finkenkrug

## Veröffentlichungen
- Gabriele Muschter, Rupert Strachwitz, Victoria Strachwitz: Keine besonderen Vorkommnisse? Zeitzeugen berichten über den Mauerfall. 1. Auflage. Stapp Verlag, Berlin 2009, ISBN 978-3-87776-233-2.
- Zahlreiche Veröffentlichungen zum Thema ÖPNV in Fachzeitschriften